# Ailsa Land
Ailsa Horton Land (Staffordshire, Reino Unido, 14 de junio de 1927-Totnes, Reino Unido, 16 de mayo de 2021),nacida Ailsa Horton Dicken, fue profesora catedrática de Investigación Operativa en el Departamento de Gestión de la Escuela de Economía de Londres y fue la primera profesora de Investigación Operativa en Gran Bretaña. Es más conocida por ser coautora del algoritmo de ramificación y poda junto con Alison Doig mientras realizaba investigaciones en la Escuela de Economía de Londres en 1960. Estuvo casada con Frank Land, profesor emérito de la LSE .

## Biografía
Ailsa H. Dicken nació el 14 de junio de 1927 en West Bromwich, Staffordshire, hija única de Elizabeth Dicken (nacida Elizabeth Greig) y Harold Dicken. Su padre trabajó en el negocio minorista de deportes de su familia y luego se convirtió en comercial de Dunlop. A Ailsa le gustaban las ciencias desde la escuela, pero no prosperó en su escuela primaria local en Lichfield, ya que no le gustaba la disciplina, por lo que sus padres la enviaron durante un año a Rocklands, un pequeño internado mixto en Hastings, al este de Sussex. Esta escuela tenía tan solo unos 50 estudiantes y se animaba al alumnado a trabajar a su propio ritmo, con un enfoque especial en las matemáticas. Se propiciaba el acercamiento del alumnado a instituciones de los alrededores de Hastings, como una planta de gas, donde mostraron cómo el carbón de coque se convertía en gas para su uso en los hogares.
Cuando estalló la Segunda Guerra Mundial, su madre la trasladó a Canadá, con la esperanza de pasar la guerra con sus familiares de aquel país. La pareja partió en abril, pero el 3 de septiembre, Gran Bretaña y Canadá estaban en guerra con Alemania, dejando a Ailsa y a su madre atrapadas en Canadá. El padre de Ailsa permaneció en Inglaterra y sirvió como oficial de abastecimiento en las estaciones del Comando de Bombarderos de la RAF hasta el final de la guerra en 1945. Ailsa y su madre finalmente se establecieron en Toronto, donde Ailsa asistió al Malvern Collegiate Institute durante tres años.
En 1943, Ailsa y su madre Elizabeth decidieron unirse al Cuerpo del Ejército de Mujeres Canadienses (a los 16 años, Ailsa tuvo que afirmar tener 18 para poder unirse). En 1944, ambas trabajaron en puestos administrativos en el Cuartel General de la Defensa Nacional en Ottawa, que estaba dirigido exclusivamente por personal femenino para reemplazar a los soldados varones que fueron enviados a Inglaterra para prepararse para la invasión de la Francia ocupada por los nazis. Ailsa y su madre finalmente obtuvieron el alta por compasión para regresar al Reino Unido mientras Harold Dicken estaba siendo sometido a una operación peligrosa (a la que sobrevivió).

### Educación
Ailsa pudo ingresar a la Escuela de Economía de Londres para estudiar una licenciatura en Economía en 1946, y su posición como militar desmovilizada la ayudó a obtener el acceso, así como una beca. Ailsa ganó el Premio Bowley por un trabajo de primer año en Economía. Se graduó en 1950 y pasó el resto de su carrera en dicha institución.
Land obtuvo su doctorado en la Escuela de Economía de Londres en 1956, su tesis llevaba por título Una aplicación de las técnicas de programación lineal al transporte de carbón, y fue dirigida por George Morton. Su trabajo doctoral se centró en resolver un gran problema de transporte, sin el uso de ordenadores, en el que se desconocen los costes de origen a destino y sólo se conocen las distancias de la red ferroviaria entre cruces.

### Trayectoria investigadora
Después de conseguir un puesto como ayudante de investigación en la División de Investigación Económica de la LSE en 1950, Land progresó en su carrera académica como investigadora asociada, profesora ayudante doctora, profesora contratada doctora, profesora titular y catedrática de universidad. Su experiencia en economía contribuyó a sus aportaciones en Investigación Operativa, comenzando con su defensa de tesis en 1956 sobre la aplicación de técnicas de Investigación Operativa al problema de transporte de carbón de coque.
Ailsa es más conocida por su desarrollo, junto con Alison Doig, de lo que más tarde se llamaría el algoritmo de  ramificación y poda para problemas de optimización con variables enteras. Su trabajo fue publicado en Econometrica en 1960. Este trabajo se llevó a cabo inicialmente en la Escuela de Economía de Londres bajo el patrocinio de la empresa British Petroleum, con el objetivo de mejorar los modelos de programación lineal existentes para las operaciones de refinería. Ailsa y Alison no tenían acceso a ordenadores en ese momento, pero desarrollaron un método que el personal de British Petroleum podía convertir a lenguaje de programación Fortran. Dicha técnica es hoy en día el método de resolución más utilizado para problemas de optimización de complejidad NP-hard .
Land también trabajó con Helen Makower y George Morton a finales de la década de 1950 en varios problemas de programación entera. Esto incluyó sus primeras investigaciones sobre el problema del viajante, comenzando con un artículo de 1955 con Morton y continuando con un informe de investigación de 1979 sobre 100 problemas del viajante de comercio. Además, Land avanzó en la metodología de Investigación operativa mediante la publicación de trabajos notables sobre algoritmos para el problema del camino más corto, programación cuadrática, problemas de decisión bicriterio y ajuste de datos estadísticos. Tras su retiro de la Escuela de Economía de Londres en 1987, continuó varios proyectos de investigación, lo que dio lugar a contribuciones del análisis envolvente de datos, el problema de asignación cuadrático y las subastas combinatorias.
Además de su trabajo metodológico, Ailsa trabajó en el desarrollo de herramientas computacionales. En 1973, Ailsa publicó su libro Códigos Fortran para programación matemática: lineal, cuadrática y discreta, escrito conjuntamente con Susan Powell. Esto proporcionó documentación detallada para implementaciones computacionales de técnicas de optimización, así como antecedentes matemáticos y un conjunto de problemas de prueba. Una publicación posterior de 1979, también con Susan Powell, fue una guía para las personas usuarias de programación entera mixta y programación combinatoria. Sus códigos informáticos para el análisis envolvente de datos y para el problema del viajante se pusieron a disposición de la comunidad de optimización de forma gratuita.

### Trayectoria docente
Durante su carrera docente en la Escuela de Economía de Londres, Land ayudó a establecer una diplomatura de dos años en Investigación Operativa la LSE para estudiantes de la Asociación Británica del Hierro y el Acero. Posteriormente instituyó un curso de programación matemática a nivel de pregrado, así como un curso de posgrado avanzado para el programa de máster.
Land fue mentora de estudiantes de máster y doctorado, varios de los cuales han logrado distinciones internacionales.

## Premios y reconocimientos
- Land recibió el  Premio Harold Larnder de la Sociedad Canadiense de Investigación Operativa en 1994 por lograr una distinción internacional en investigación operativa.[11]
- En su honor se otorga anualmente un premio estudiantil de la London School of Economics, el conocido como Premio Ailsa Land.[12]
- Land recibió póstumamente la Medalla de Oro de EURO, la más alta distinción dentro de la Investigación Operativa en Europa, en la Conferencia EURO de 2021.

## Vida personal
Conoció a su futuro marido, Frank Land, en su promoción. Había llegado a Gran Bretaña con sus padres y su hermano gemelo en 1939 como refugiados de la Alemania nazi y fue uno de los pioneros de la informática que desarrolló la computadora Leo para J Lyons & Co, y más tarde fue profesor en la LSE. Se casaron en 1953 y tuvieron tres hijos, Frances, Richard y Margi, durante sus estudios de doctorado.
Después de retirarse de la enseñanza y la administración en 1987, Land continuó trabajando en proyectos de investigación y afirmó: "¡Ahora que estoy jubilada puedo investigar un poco!". Ella y su esposo se mudaron a Devon en 2000, donde ella se convirtió en secretaria de la parroquia de Harford, cerca de Ivybridge. Finalmente, entre viajes al extranjero, se mudó a Totnes en 2015.
Ailsa Land falleció el 16 de mayo de 2021 a la edad de 93 años.